# Cryptocephalus solivagus
Cryptocephalus solivagus es una especie de insecto coleóptero de la familia Chrysomelidae.
Fue descrita científicamente en 2001 por Leonardi & Sassi.